# Cryptoscenea stylaris
Cryptoscenea stylaris är en insektsart som beskrevs av György Sziráki och Van Harten 2006. Cryptoscenea stylaris ingår i släktet Cryptoscenea och familjen vaxsländor. Inga underarter finns listade i Catalogue of Life.